# 城陽市立寺田西小学校
城陽市立寺田西小学校（じょうようしりつ てらだにししょうがっこう）は、京都府城陽市寺田西ノ口にある公立小学校。

## 概要
城陽市西部を校区とする小学校である。10番目の市立小学校として城陽市立今池小学校より分離独立し開校した。

## 沿革
- 1978年（昭和53年）7月 - 着工
- 1979年（昭和54年）4月 - 城陽市立今池小学校より分離独立し開校（児童数1217名、32学級）。
- 1979年（昭和54年）11月 - 校旗・校章制定
- 1980年（昭和55年）3月 - 校歌制定（作詞：奥寿代氏・作曲：吉中俊道氏）
- 1984年（昭和59年）4月 - 校内を緑化
- 1995年（平成7年）9月 - グラウンドの照明設備竣工
- 1998年（平成10年）4月 - 焼却炉廃止に伴いシュレッダー設置
- 1998年（平成10年）8月 - 特別教室等の空調整備工事、大規模改造工事（その1）が完成
- 1999年（平成11年）3月 - インターネット環境を整備
- 1999年（平成11年）8月 - 大規模改造工事完成
- 2000年（平成12年）6月 - ホームページ開設
- 2002年（平成14年）3月 - 防犯システムを設置
- 2004年（平成16年）3月 - 普通教室に緊急通報システムを設置
- 2007年（平成19年）9月 - 特別支援教育支援員を配置
- 2008年（平成20年）4月 - AED（自動体外式除細動器）を配置。「読書活動優秀実践校」文部科学大臣表彰受賞。
- 2017年5月 - エアコン設置工事が竣工

## 主なデータ
- 敷地面積：16,768㎡（市立小学校第2位）
- グラウンド面積：7,744㎡（市立小学校第2位）
- 校舎保有面積：5,965㎡（市立小学校第1位）

## 主な指定教育
- 社会福祉協力校（1992-1998年度）
- 市・府指定「生徒指導実践推進校」（1993-1994年度）
- 市・府指定「理科教育実践パイロット校」（1995-1996年度）
- 市指定「多様な授業形態の工夫」（2000-2001年度）
- 府指定「多様な社会人講師配置調査研究事業」（2001-2002年度）
- 市指定「少人数指導の研究」（2002-2003年度）
- 府指定「京都府小学校教育研究会図書館教育部研究協力校」（2003-2005年度）
- 市指定「図書館教育」（2004-2005年度）
- 府指定「地域ふれあい体験活動」事業推進校（2002-2003年度）
- 市指定「図書館教育」（2006-2008年度）
- 「NIE研究」（2008-2009年度）
- 文部科学省指定「豊かな体験活動推進事業」（2009年度）

## 主な進学先
- 城陽市立西城陽中学校

## 周辺施設
- 城陽市立西城陽中学校

## 交通
- 近鉄京都線 寺田駅下車 西へ約800m
- JR奈良線 城陽駅下車 西へ約1500m

## 通学区域が隣接している学校
- 城陽市立今池小学校
- 城陽市立寺田南小学校
- 城陽市立寺田小学校
- 城陽市立久津川小学校
- 城陽市立古川小学校
- 八幡市立有都小学校
- 京田辺市立大住小学校